# Crytea immaculaticeps
Crytea immaculaticeps là một loài tò vò trong họ Ichneumonidae.